# Badlands
För andra betydelser, se Badlands (olika betydelser).

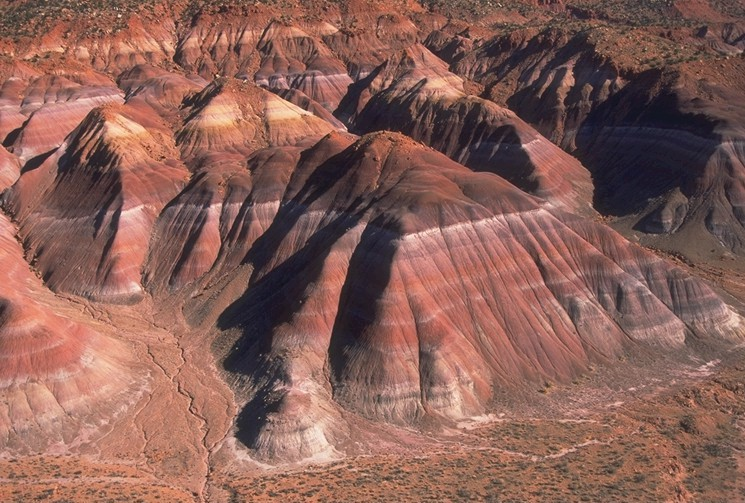
Chinle Badlands vid Grand Staircase-Escalante National Monument i Utah.

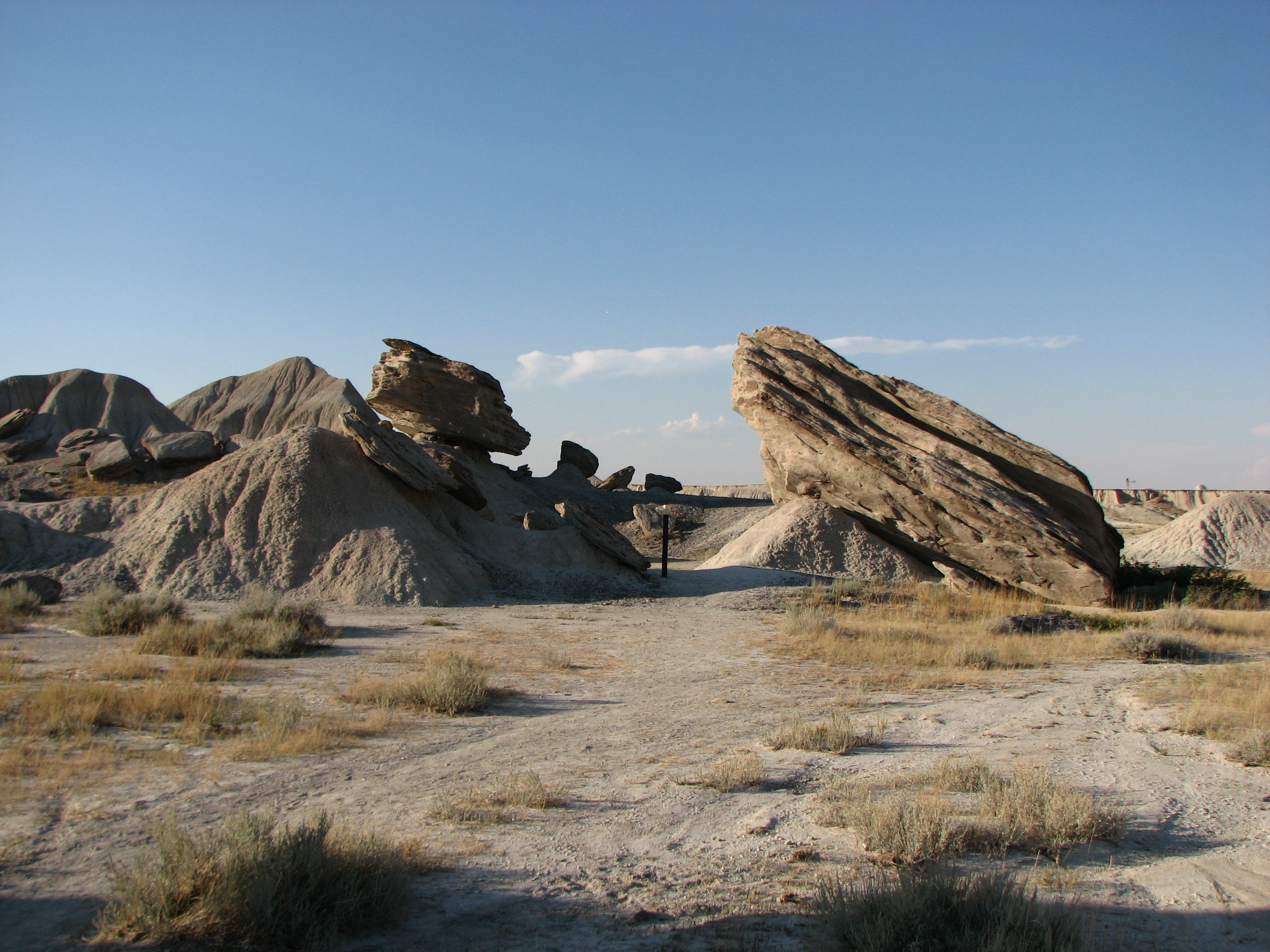
Toadstool Geologic Park i nordvästra Nebraska.

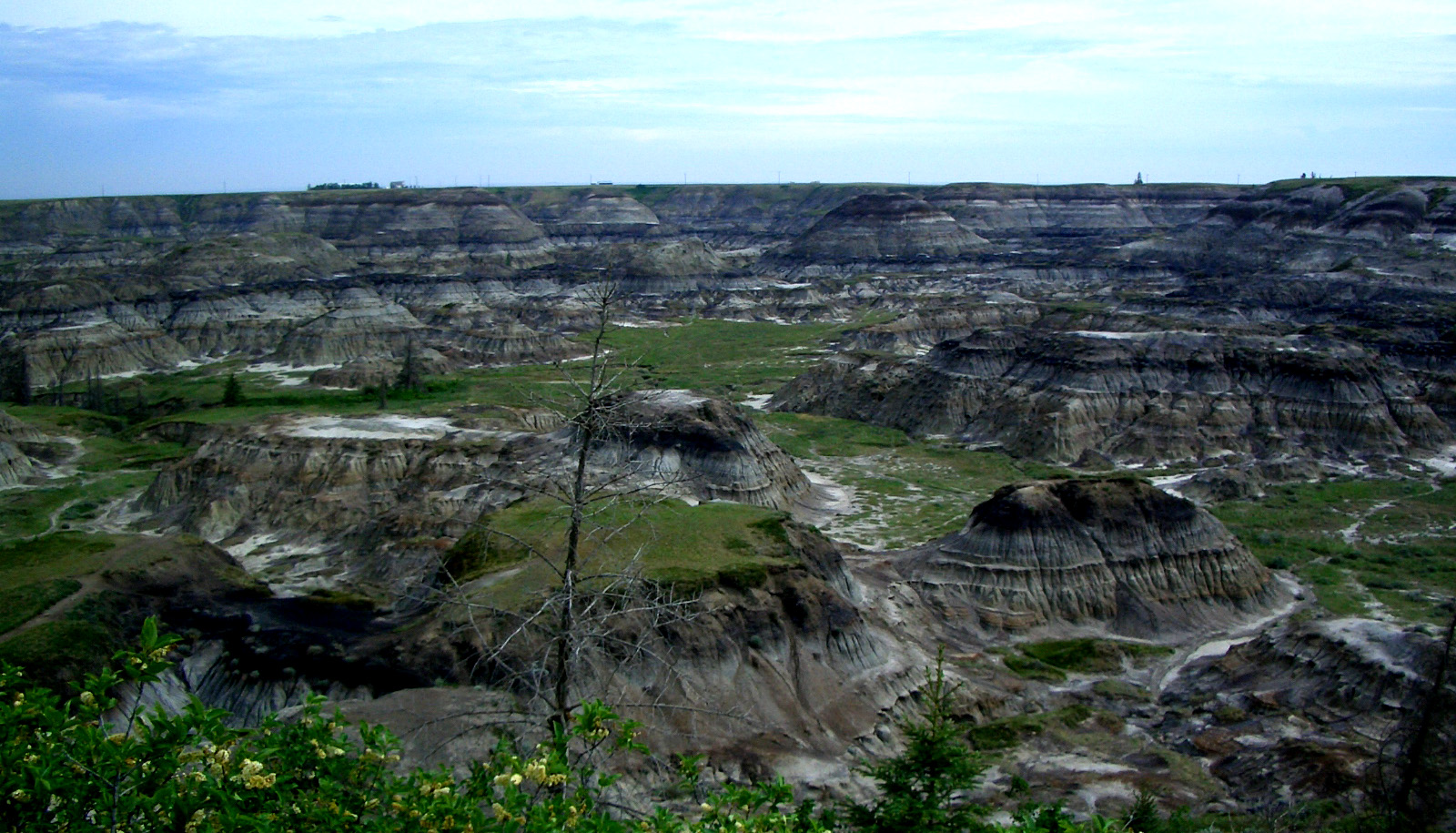
Badlands nära Drumheller i Alberta.

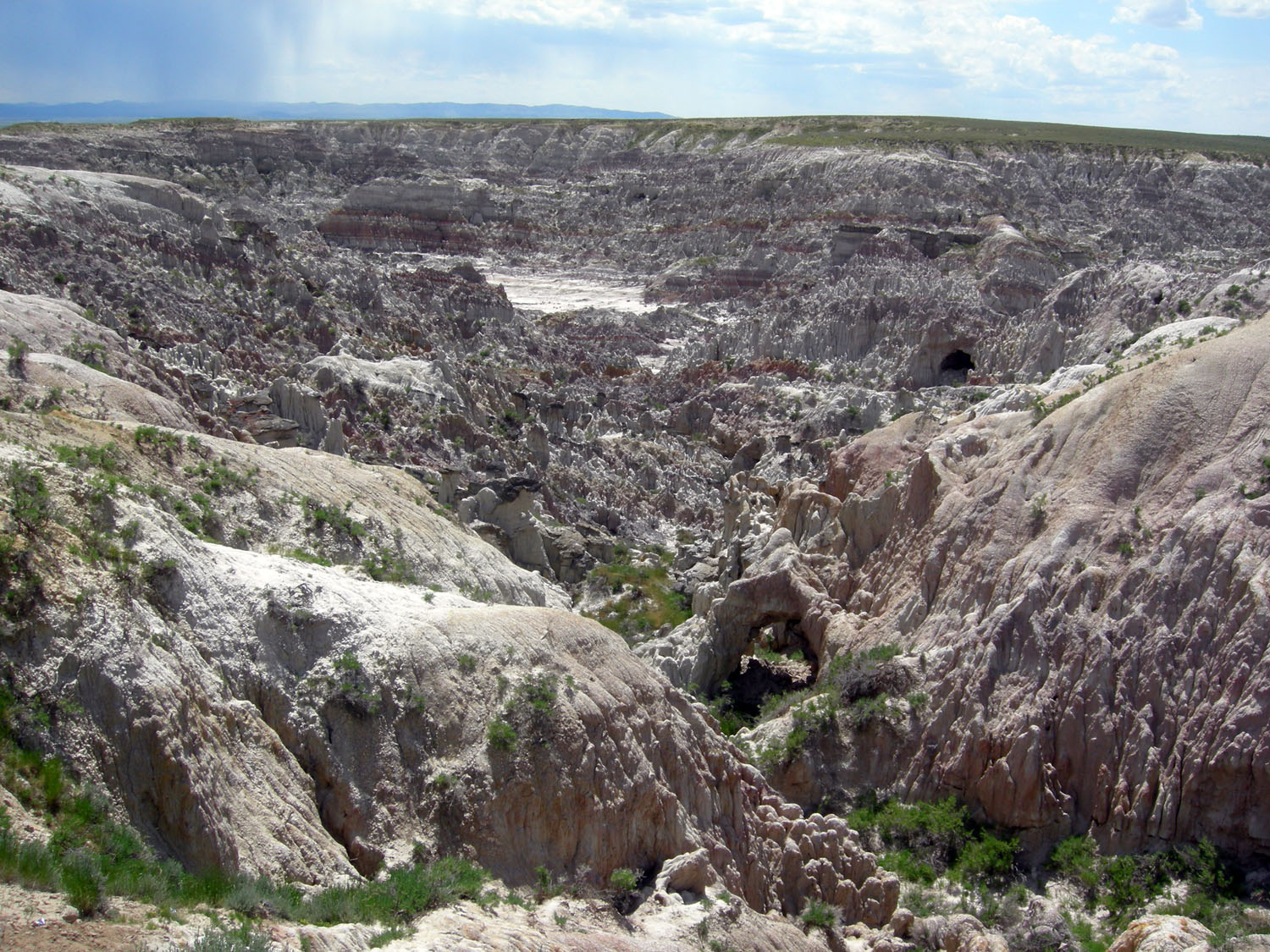
Hell's Half-Acre i Natrona County i Wyoming.

Badlands är en naturtyp som uppkommer i torrt klimat, där mjukare sedimentära bergarter och lera har eroderats av vind och vatten. Kanjoner, raviner, hoodooer och andra liknande geologiska strukturer är vanliga i badlandsterräng. Terrängen är ofta svårframkomlig till fots. Badlands har ofta starka färger, från svarta kollager, ljusa leror och röda vulkaniska bergarter.

## Egenskaper
Det engelska ordet badlands ("dåligt land") har direkta motsvarigheter i andra språk som talas i Nordamerika: Lakota kallar terrängen Makhóšiča, direkt översatt "dåligt land", medan franska trappers kallade den les mauvaises terres à traverser – "markerna som är svåra att korsa".  Spansktalande kallar den tierra baldía ("öde land") och cárcava. Benämningarna kommer från att badlands är svåra att bruka eller ens resa genom: de innehåller branta sluttningar, torr, lös jord, slipprig lera och djup sand. Badlands bildas i torra områden med sällsynta men kraftiga regnskurar, gles vegetation och mjuka sediment, vilket leder till omfattande erosion. 
Några av de mest berömda fossilfyndigheterna i världen finns i badlands, där erosionen snabbt frilägger sedimentlager och det tunna vegetationsskiktet gör fossilletande relativt lätt.
Kolavlagringar kan förekomma frilagda i badlands, så kolbrytning har utvecklats i några områden, till exempel Drumheller.

## Platser
Några av de mest välkända badlandsområdena finns i USA och Kanada. I USA bildar Makoshika State Park i Montana, Theodore Roosevelt National Park i North Dakota och Badlands National Park i South Dakota ett större badlandsområde. Ett annat välkänt badlandsområde är Toadstool Geologic Park i Oglala National Grassland i nordvästra Nebraska. Big Muddy Badlands i Saskatchewan i Kanada blev ett tillhåll för laglösa. Det finns ett relativt stort badlandsområde i Alberta (också i Kanada), särskilt i Red Deer Rivers dalgång där Dinosaur Provincial Park ligger. Royal Tyrrell Museum of Palaeontology i Drumheller och Dinosaur National Monument i Utah ligger också i anslutning till badlands. Ett litet badlandsområde som kallas Hell's Half-Acre ligger i Natrona County i Wyoming. Det är känt som en av inspelningsplatserna för Starship Troopers.
Utanför Nordamerika finns bland annat Putangirua Pinnacles på Nya Zeelands Nordö och Bardenas Reales nära Tudela i Spanien.

## Artikelursprung
Den här artikeln är helt eller delvis baserad på material från engelskspråkiga Wikipedia.